# Хаит
Хаит (также Хоит; тадж. Ҳоит) — село в Раштском районе Таджикистана. Является административным центром сельской общины (джамоата дехота) Хоит. Расстояние до центра района (пгт Гарм) — 70 км. В 1931—1949 годах — центр Хаитского района Таджикской ССР. Уничтожен разрушительным землетрясением 10 июля 1949 года.
В 2006—2007 годах найдены остатки этого и других окрестных населённых пунктов в горной местности долины Ясмана в 190 км к северо-востоку от столицы Таджикистана города Душанбе. В настоящее время возрождён недалеко от места разрушенного поселения. Население — 5140 человек (2017).

## Землетрясение
За два дня до трагедии, 8 июля, два сильных землетрясения были форшоками — предшественниками катастрофы, подготовившими её, как бы надломившими склоны гор. Значительная часть города и прилегающих территорий была разрушена в результате обрушения 2,5 млн м3 рыхлого грунта с гор в результате двух форшоков. Наблюдались оползни и камнепады. Была засыпана автодорога Гарм — Хаит.

Землетрясение произошло 10 июля 1949 года в 9 часов 43 минуты 11 секунд утра. Наблюдались толчки, на город с гор с двух сторон надвигались массы горной породы площадью 100 метров скоростью до 100 км/ч.

После землетрясения сошло около 100 лавин. Была разрушена гора Чохрак.

Сила землетрясения составила 7,5 баллов, в эпицентре — 9-10 баллов.

Количество погибших составило от 15 000 до 40 000 человек.

Во время землетрясения были погребены под землёй кишлаки Хаит и Хисорак, 23 маленьких кишлака. погибла масса скота.
Выход энергии при землетрясении приблизительно соответствовал энергии взрыва водородной бомбы в 40 мегатонн.

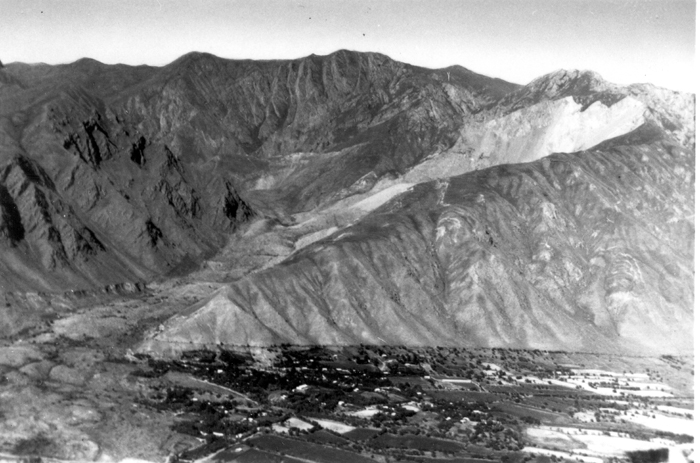
Вид на бывшее месторасположение Хаита показывает шрам от оползня на горе Чокрак.

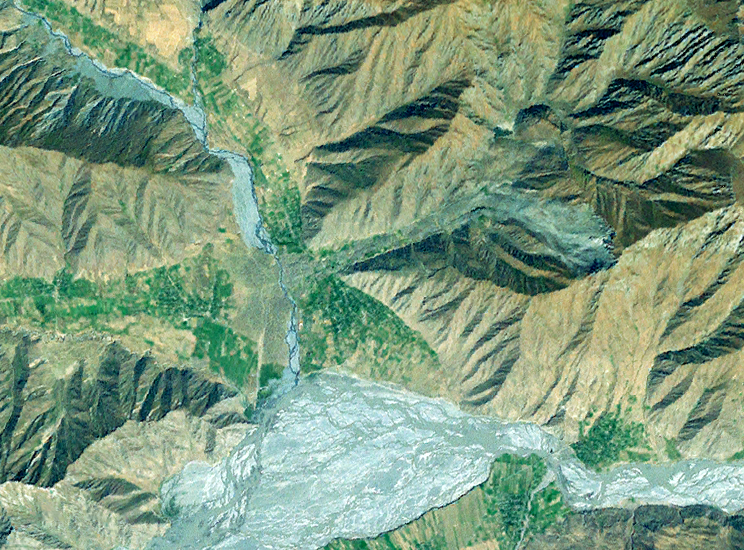
Фотография места обвала, заснята космической системой Landsat.

Руководство СССР направило в Таджикистан известнейшего в стране геофизика, академика Григория Гамбурцева, которому было дано указание создать комплексную сейсмологическую экспедицию Института физики Земли АН СССР.

Известны десятки людей, переселённых из зоны землетрясения на новые земли в Вахшской долине, которые рассказывали о том, как перевозили их семьи государственным транспортом, как на новом месте жительства им выдавали стройматериалы и домашний скот.

В 1967—1970 годах на месте трагедии от имени ЦК Компартии Таджикистана, Президиума Верховного Совета и Совета министров республики установлен монумент «Скорбящая мать» таджикского скульптора Кирея Жумазина, разрушенный во время гражданской войны в Таджикистане в 1992—1997 годах.